# ハニーブランチ
ハニーブランチとは、岡山県のご当地アイドルグループ。2013年（平成25年）2月、岡山市北区表町三丁目のカフェ「ハニーブランチ（現・HBカフェ）」からデビュー。株式会社ストラテジー所属。2015年（平成27年）から鳥取県･香川県に進出し、「ハニーブランチグループ」を形成。

## メンバー

### 現行メンバー

#### ハニーブランチ
- 綿村 和佳（わたむら わか）
  - 12月23日生まれ。AB型。ニックネームは「わーたん」。イメージカラーは緑。リーダーを務める。(HBカフェ店長)
  - 自己紹介は「私はわーたん　可愛いわーたん　メロメロわーたん　全部合わせてわわわわーたん　わーたんこと綿村和佳です」

### 卒業・脱退メンバー
2017年1月現在。
- 野上絢香
- 城山遥
- 福角真依
- 横田千咲
- 中川れいか
- 井上沙稀
- 中川優子
- 井上実優
- 光宗レイ
- 成瀬千咲
- 矢野ひなた

## 略歴
- 2012年12月、結成。
- 2013年2月、カフェ「ハニーブランチ」開業と共にデビューシングル「青春★ノート」発売。ホールスタッフとして働きながら店舗内のステージでショーを行なう。
- 2013年4月、中川れいか、野上絢香卒業。
- 2014年2月、城山遥、福角真依卒業。
- 2014年3月、中川優子脱退。
- 2014年4月12日、井上沙稀脱退。
- 2014年7月1日、ハニーブランチ店舗が「HBカフェ」に改称。
- 2014年7月19日、綿村和佳、井上実優加入。
- 2014年9月3日、ベストアルバム「青春のオト」発売。
- 2014年12月21日、横田千咲、井上実優卒業。
- 2014年12月22日、成瀬千咲、瑞希あおい加入。
- 2015年5月16日、光宗レイ加入。
- 2015年9月3日、「ハニーブランチ香川」の結成を発表。ハニーブランチ香川は、ハニーブランチと同様に坂出市に専用カフェを新設して活動する。
- 2015年11月7日、ハニーブランチグループ合同企画「HBグループ 最強推されアイドルNo.1決定戦!」投票開始。
- 2015年12月20日、「HBグループ 最強推されアイドルNo.1決定戦!」投票締切。同日時点での投票数上位メンバー3名で、2016年に新ユニット「Chelsy（チェルシー）」を結成する予定。
- 2016年1月27日、光宗レイ卒業。
- 2016年12月3日、成瀬千咲ハニブラ卒業公演にて、成瀬千咲卒業。
- 2017年1月14日、矢野ひなた卒業。
- 2021年2月3日、HBカフェ8周年

## 発表曲
1. 青春ノート
2. BEST STAGE
3. We can do it! ～がんばれワタシ～
4. Message
5. ハニーブランチにつきよろしく
6. キャノチエ恋模様
7. シロツメクサの魔法
8. マテリアルワールド
9. 幸せのパズル
10. ふるさと
11. 乙女心 Do you know?
12. It's all right
13. 好きなのに(ちさてぃソロ曲)
14. 瀬戸内慕情(わーたんソロ曲)
15. つよがり(ちさてぃソロ曲)
16. ADVANTAGE
17. SAYONARA ～モノクロ青春ラバーズ～